# Gripau daurat
El gripau daurat (Incilius periglenes) fou espècie d'amfibi de la família dels bufònids de Costa Rica. Està classificat per la Unió Internacional per a la Conservació de la Natura (UICN) com a extint, puix que, des de 1989, no se n'ha vist cap exemplar més.
Van ser descrits per primera vegada el 1966 per l'herpetòleg Jay Savage. Des de 1989, no s'ha albirat ni registrat cap I. periglenes enlloc del món. La seva sobtada desaparició és citada com a part de la disminució de les poblacions d'amfibis, que poden ser atribuïbles al canvi climàtic causat per l'escalfament global, una epidèmia de fongs específics d'amfibis, o a altres factors, combinats o independents.
Aquesta espècie només habitava en una petita regió de gran altitud del bosc nuvolós a Monteverde, en una àrea d'aproximadament 10 km², a 1.500 msnm.

## Biologia
El gripau daurat era una de les espècies del gènere Incilius de la família Bufonidae.

### Morfologia
Els mascles adults mesuraven amb prou feines 5 cm de llarg. S'han descrit d'un color daurat taronja fluorescent, i, a diferència de la majoria dels gripaus, la seva pell era llustrosa i brillant. El seu descobridor estava tan sorprès en veure'ls per primera vegada, que no podia creure que fossin reals: "Haig de confessar que la meva reacció quan els vaig veure per primera vegada fou d'incredulitat i de sospita que algú havia submergit els espècimens en pintura d'esmalt.". Les femelles de l'espècie eren lleument més grans que els mascles, i el seu aspecte era bastant diferent. En comptes de ser d'un taronja brillant, les femelles eren d'un verd oliva a negre amb taques escarlata circumdades de groc.

### Reproducció
Se sap molt poc sobre el seu comportament: es creu que vivien sota terra, ja que no es podien observar durant la major part de l'any. Per contra, la seva presència era molt òbvia durant l'època d'aparellament, que durava aproximadament una setmana, a l'abril, després de la temporada seca, quan el bosc es torna més humit; els mascles es reunien en tolls en gran nombre a l'espera de les femelles. Els mascles lluitaven entre si per l'oportunitat d'aparellament fins al final de la temporada de reproducció, després de la qual tornaven als seus caus. Deixaven els ous en tolls temporals, en sacs, amb una mitjana de 228 ous i es convertien en capgrossos dos mesos després de ser dipositats.
El 1987, Martha Crump, ecologista i herpetòloga nord-americana, va tenir la fortuna de poder observar els rituals d'aparellament d'aquests gripaus. En el seu llibre In Search of the Golden Frog, A la recerca de la granota daurada, descrigué l'experiència com la més increïble que havia tingut, i va dir que es veien com "estàtues, joies enlluernadores en el sòl del bosc". El 15 d'abril de 1987, Crump va anotar en el seu diari de camp que havia trobat un total de 133 gripaus apariant-se en una "pileta de la grandària d'una cuina". Cinc dies després, Crump va testificar que les piletes de l'àrea s'estaven assecant, la qual cosa va atribuir a l'efecte d'El Nen, "deixant ous dessecats coberts amb floridura". Els gripaus van intentar apariar-se novament al maig. Dels 43.500 ous que Crump va trobar, solament 29 capgrossos van sobreviure a la sequera del sòl del bosc.

## Història

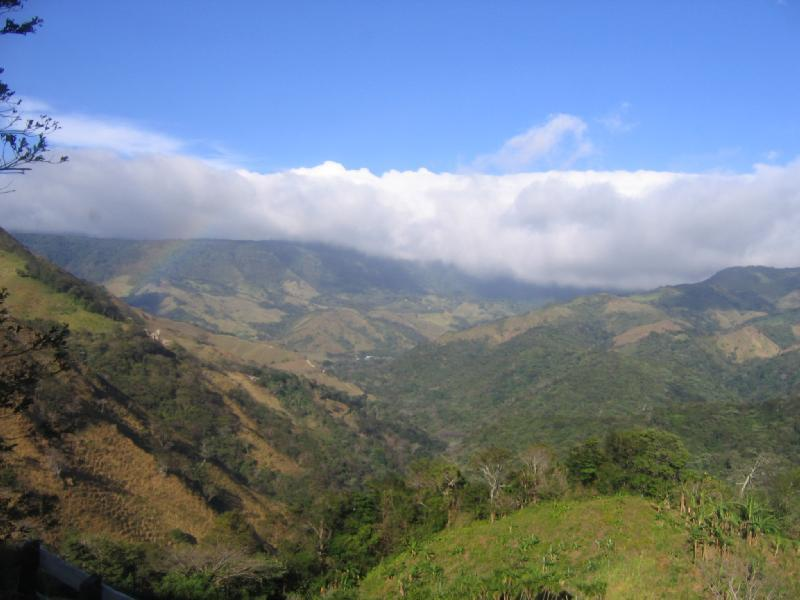
Hàbitat del gripau daurat en la reserva del Bosc Nuvolós de Monteverde

Jay Savage va descobrir el gripau daurat el 1966. Des d'aquest any fins a juliol de 1987, es van observar més de 1.500 gripaus adults, però només deu o onze el 1988, un per Crump, i cap altre ha estat vist des del 15 de maig de 1989, quan Crump va albirar al mateix mascle solitari de l'any anterior.
Durant el període entre el seu descobriment i la desaparició, el gripau daurat apareixia freqüentment en cartells publicitaris promocionant la biodiversitat de Costa Rica. Existeix un informe anecdòtic d'un gripau daurat a les muntanyes de Guatemala prop del poblat de Chichicastenango i també en l'estat mexicà de Chiapas. Aquest albirament no ha estat confirmat. També existeixen espècies comparables amb el gripau daurat a la mateixa zona del seu hàbitat a Costa Rica, com és el cas del Bufo holdridgei.

### Extinció
Fins a finals de 1994, cinc anys després de l'últim albirament, els investigadors encara esperaven que el gripau daurat continués viu en refugis subterranis, de manera similar a altres espècies de gripaus que tenen cicles de vida de més de dotze anys. El 2004, la Unió Internacional per a la Conservació de la Natura (UICN) va llistar l'espècie com a extinta, després d'una avaluació en la qual va participar Savage, l'herpetòleg que havia descobert l'espècie vint-i-vuit anys enrere. La declaració de la UICN es va basar en la falta d'albiraments des de 1989 i la falta de resultats positius de l'extensiva cerca que s'ha dut a terme des de llavors.
Tim Flannery descriu l'extinció del gripau daurat com la primera extinció a Costa Rica deguda a l'escalfament global, però aquesta no és l'única explicació sobre la seva extinció. Jennifer Neville, de la Northern Ohio Association of Herpetologists, examina les diferents hipòtesis que intenten explicar l'extinció del gripau daurat en el seu article "The Case of the Golden Toad: Weather Patterns Lead to Decline": arriba a la conclusió que la hipòtesi del corrent d'El Nen és clarament sostinguda per les dades disponibles. La UICN dona un nombre de raons possibles en la seva descripció de les últimes amenaces a l'espècie, entre les quals destaquen la limitada àrea d'hàbitat del gripau daurat, l'escalfament global, malalties com chytridiomycosis causada pel fong Batrachochytrium dendrobatidis, la pol·lució de l'aire i també esmenta l'increment en la radiació UV-B, fongs o paràsits i baixos nivells de pH.
També és una hipòtesi acceptable que les espècies invasores, no natives de la zona, podrien haver-ne causat l'extinció. Els que recolzen aquesta teoria afirmen que foren els turistes els principals introductors d'aquestes espècies a Costa Rica. En els anys anteriors a l'extinció d'Incilius periglenes, el turisme va créixer exponencialment a Costa Rica, impulsat per la nova estabilitat relativa del govern i la millora de les relacions amb els Estats Units. La introducció d'una nova espècie podria haver tingut efectes negatius en les petites poblacions de gripau daurat. I. periglenes havia mancat de variació genètica significativa a causa de la naturalesa restrictiva de la cria en una mateixa població.
Diverses fotos d'un dels voluntaris del Cuerpos de Paz, Peter Jude LoPresti, proven l'existència de més de 8 gripaus daurats, vists només mesos abans de la seva extinció. La teoria de les espècies invasores podria explicar la rapidesa de la seva extinció.